# 47歳、V系
『47歳、V系』（よんじゅうななさい、ぶいけい）は、桂明日香による日本の漫画作品。『コミックDAYS』（講談社）にて、2019年11月6日から2022年11月9日まで連載された。

## 概要
当初は作者が「アイドルものをやろう」というところから構想されたが、作者の桂が「ステレオタイプの美形が苦手」だったため「ダメな美形」が主人公となる設定となった。作者の友人がATOM ON SPHEREのマネージャーであったことから、そこからも取材を行なっている。
中年になったヴィジュアル系ミュージシャンの生き様や苦悩をコメディタッチで描いている。
現在のところ単行本も含め電子書籍のみの刊行。

## あらすじ
ヴィジュアル系ヴォーカリスト「美獣鴉琉荊（ミシシ カルケ）」はかつて伝説のV系バンド「ディ・プロフンディス」のカリスマボーカルであり現在はソロとして活動している。47歳になってもなお退廃や暗黒美の世界観を表現する彼ではあるが、自身の加齢や老後について悩む日々を送っていた。

## 登場人物
美獣鴉琉荊（みしし かるけ）
主人公で47歳のヴィジュアル系ソロ歌手。かつて伝説と謳われたヴィジュアル系バンド「ディ・プロフンディス」で活動しており、カリスマ的な人気を誇っていた。その後ソロに転向、10年ほど沈んでいた時期もあったが金治の後押しなどもあり再浮上してきている。長年退廃や暗黒美路線の表現を貫いており、ファンを「囚人」と呼ぶ。長年のファンの紅玲葉曰く、20代の頃は中性的な美青年だったという。50歳手前になった現在は自身の肉体的な老いや老後の経済を気にしている。
ファンの方も彼の加齢を承知であるため、差し入れに健康食品をもらうことも度々。ただ、筋トレはきちんとやっているので過失でマイクスタンドをへし折るくらいの腕力は実はある。
もともと食に執着が薄く、作詞に没頭すると食べなくなって痩せてしまいがちになる。若い頃は業界関係者に「孤独思考の気難し屋」と言われるほどだったが、年を取ってからは寂しさが堪えるようで所属事務所に入り浸ってそこでデイトレーダーをやっていたりする。
金治弥子（きんじ やこ）
美獣のマネージャー。創作に行き詰まったり老化を気にする彼を時にからかったり煽ったりするが、マネージャーとしての腕は非常に優秀。
園宮育男（そのみや いくお）
美獣と高校生以来の付き合いのバンド仲間で、サポートギタリストの一人。容貌は年相応の中年らしい姿で、練習もあまり真面目にしないので演奏はうまくない。しかし美獣と他のサポートメンバーとの通訳的存在として役に立っている。元々はモテたかったという動機でバンドをやっていたため、結婚して以来技術的な向上心は失ってしまった模様。ただ、会話の記憶力は優れておりコミュニケーション能力はその分高い。
辺寿宇真（へんず うま）
22歳のベーシストで、園宮の大学の同級生の息子。以前のベーシストだった50歳の米須が親の介護で帰郷を余儀なくされて辞めたため、園宮の紹介で美獣のサポートメンバーとして加わった。演奏力は優れているが他人とのコミュニケーションにはかなり難がある。少年時代「中二病」と揶揄されがちな趣味の傾向で孤立していたが、美獣の存在で救われたため彼を崇拝している。
KIYU（きゆ）
美獣の先輩格に当たる、ヴィジュアル系黎明期から活動する大御所ヴィジュアル系ミュージシャン。全く歳を感じさせない容貌で「不老不死」「吸血鬼」とファンにも噂されている。食べるのが好きでジャンクフードが好物なこともあり、太りやすい体質が悩みでありその点では太りにくい美獣を羨ましがっている。喫煙者。
部良戸（ぶらど）
KIYUのマネージャー。有能だが完璧主義すぎて、わずかの失敗でも機嫌が悪くなるところがある。ライブ前などにはKIYUに食事を節制するようにどやしつけるが、彼の喫煙だけは「禁煙させると過食に走る」ため強く出られていない。
年光善
ロックバンド「LUX」のヴォーカリストであるベテラン老齢バンドマン。外見もいかにも老いた風体だが、老いを否定的に考えることは良くないという価値観を強く持っているので度々美獣に説教をして苦手意識を持たれている。
紅玲葉（くれは）
美獣のファンでアラフォー女性。美獣が20代の頃からファンを続けており、自身も若い頃はメンバーのコスプレをしたり自ら振り返って「黒歴史」と自嘲するほどの若さゆえの無茶もしていたが、他のファンや推しとの精神的距離が適度になった今が一番楽しいと思っている。一度美獣にSNSでリプライを送った際に、その前のツイートで残っていた予測変換から誤って美獣に「老害」と送ってしまって炎上しかかったことがある（「ロマンチック」の誤りだったことを釈明して大事には至らなかった）。美獣のことは「面倒臭いところも可愛い」と思っている。
まゆ
美獣のファンで紅玲葉の友人。紅玲葉には「まゆまゆ」と呼ばれている。アラフィフの既婚主婦で中学生の子がおり、結婚出産で一時期バンギャルから遠ざかっていたがまた戻ってきた。若手のバンドのファンとも交流がある。